# Nicéforo II
Nicéforo II Focas (en griego Νικηφόρος Β' Φωκάς [Nikephóros II Fōkás], Capadocia,  912-Constantinopla, 969) fue un emperador bizantino que reinó entre los años 963 y 969. Procedía de una familia de Capadocia que había dado varios generales distinguidos.

## Biografía
Nicéforo entró en el ejército siendo muy joven y, bajo Constantino VII, llegó a ser general de la frontera oriental. En 954 ocupó el cargo de doméstico de las escolas. Durante la guerra con los sarracenos sufrió al principio una grave derrota (956), de la que se vengaría en los años siguientes con sucesivas victorias en Siria.
En 960 dirigió una expedición a Creta, saqueó Candía tras diez meses de asedio y conquistó toda la isla a los sarracenos. Tras recibir unos honores poco comunes por su triunfo, volvió al este con un gran ejército muy bien equipado. En las campañas de 962-963, gracias a su brillante estrategia, se abrió paso a través de Cilicia hasta Siria y tomó Alepo, aunque no consiguió conquistas duraderas.
Tras la muerte de Romano II volvió a Constantinopla para defenderse de las intrigas del ministro José Bringas. Con la ayuda de la regente, la emperatriz Teófano, y del patriarca, obtuvo el mando supremo de las fuerzas de Oriente y fue proclamado emperador por éstas en su marcha hacia la capital, donde sus partidarios habían destronado entretanto a su enemigo Bringas. Gracias a su popularidad en el ejército, Nicéforo fue coronado emperador junto a los hijos menores de Romano, y a pesar de la oposición del patriarca se casó con la madre de éstos, la regente Teófano.
Durante su reinado siguió guerreando numerosas veces. Entre 964 y 966 conquistó definitivamente Cilicia y de nuevo entró en Mesopotamia y Siria, mientras que el patricio Nicetas reconquistaba Chipre. En 968 se apoderó de la mayoría de las fortalezas de Siria, y tras la caída de Antioquía y Alepo (969), que tomaron sus generales, se aseguró las conquistas por medio de una paz. En la frontera septentrional comenzó una guerra contra los búlgaros, a quienes los bizantinos habían estado pagando tributo (967), y distrajo su atención por el procedimiento de instigar un ataque de los Rus de Kiev.
Pero Nicéforo tuvo menos éxitos en sus guerras en Occidente. Después de renunciar a pagar tributo a los califas fatimíes, envió una expedición a Sicilia bajo el mando de Nicetas (964-965), pero se vio obligado a abandonar totalmente la isla tras las derrotas en el mar y en tierra. En 967 hizo las paces con los musulmanes de Kairuán y se volvió contra el enemigo común de ambos, el emperador del Sacro Imperio Romano Germánico Otón I, que había atacado las posesiones bizantinas en Italia; pero tras algunos éxitos iniciales, sus generales resultaron derrotados y recluidos a la costa meridional.
Debido al cuidado que prestó al perfecto mantenimiento del ejército, Nicéforo se vio obligado a economizar en otros departamentos. Redujo considerablemente la munificencia imperial y recortó las exenciones del clero, además de prohibir la fundación de nuevos monasterios, a pesar de que él mismo era una persona de carácter muy religioso. A causa del aumento de los impuestos y la depreciación de la moneda bizantina, su popularidad se vio seriamente mermada y se produjeron varias revueltas. Por último, fue abandonado por su esposa Teófano y asesinado en su propia estancia por una conspiración urdida por su esposa de acuerdo con su sobrino Juan Tzimisces.
Nicéforo fue el autor de un tratado sobre táctica militar, que se conserva y que contiene información muy rica sobre el "arte de la guerra" en su época.